# Georges Vanier

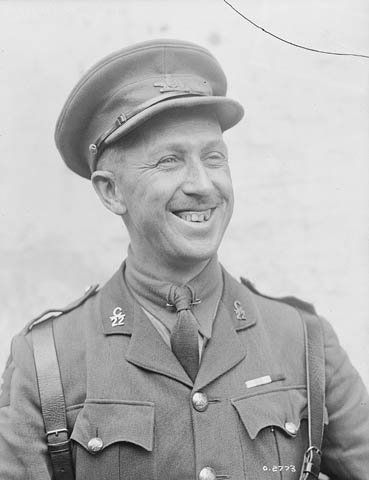
George Philias Vanier

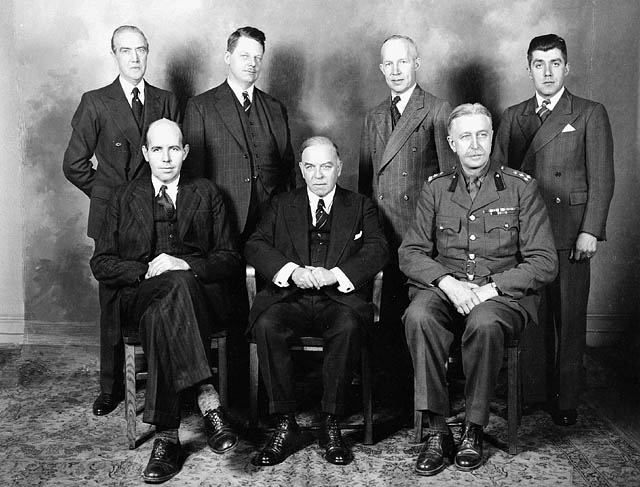
Vanier (in Uniform) mit Premierminister William Lyon Mackenzie King und weiteren Mitgliedern einer Delegation zur Planung der Kriegseinsätze im Zweiten Weltkrieg (Großbritannien, 1941)

Georges Philias Vanier PC DSO MC (* 23. April 1888 in Montreal; † 5. März 1967 in Ottawa) war ein kanadischer Generalmajor, Diplomat sowie der erste französischsprechende Kanadier im Amt des Generalgouverneurs von Kanada.

## Biografie

### Generalmajor und Diplomat
Nach dem Schulbesuch studierte er zunächst am Loyola College in Montreal und erwarb dort 1906 einen Bachelor of Arts (B.A.). Ein anschließendes postgraduales Studium der Rechtswissenschaft an der Universität Montreal beendete er 1911 mit einem Bachelor of Laws (LL.B.) und war anschließend als Rechtsanwalt tätig.
Nach Ausbruch des Ersten Weltkrieges trat er in die Royal Canadian Army ein. Nach bestandener Offiziersprüfung wurde er 1915 zum Leutnant ernannt und kurz darauf als Angehöriger der Canadian Expeditionary Force nach Europa verschifft. Für seinen Mut und seine Führung im Krieg wurde er mit dem Military Cross (1916) und den Distinguished Service Order (1919) ausgezeichnet. 1921 wurde er zum Aide-de-camp des neuen Generalgouverneurs Julian Byng, 1. Viscount Byng of Vimy ernannt. 1924 wurde er zum Oberstleutnant befördert und zum Kommandeur des in der Zitadelle von Québec stationierten „Royal 22e Régiment“. Nach einer Tätigkeit als Mitglied der Delegation bei den Abrüstungsverhandlungen des Völkerbundes von 1928 bis 1930, wurde er Sekretär des kanadischen Hochkommissars im Vereinigten Königreich, Howard Ferguson, und bekleidete diese Funktion auch unter dessen Nachfolger Vincent Massey bis 1938.
Am 12. Dezember 1938 erfolgte seine Ernennung zum Gesandten in Frankreich. Vanier bekleidete dieses Amt bis zum 14. September 1940 und somit noch einige Monate nach der Besetzung Frankreichs durch die deutsche Wehrmacht. Nach seiner Beförderung zum Generalmajor wurde er im November 1942 sowohl Repräsentant bei der Exilregierung Frankreichs in London sowie Gesandter bei den Exilregierungen Belgiens, der Tschechoslowakei, Griechenlands, der Niederlande, Norwegens, Polens und Jugoslawiens.
General Vanier war unmittelbar nach der Befreiung des KZ Buchenwald vor Ort gewesen und hatte in Begleitung von 8 US-Amerikanern die von den Deutschen gewollten grauenhaften Zustände gesehen. Er berichtete darüber per Telegramm am 27. April von Paris nach Kanada, was von der CBC am 1. Mai 1945 landesweit gesendet wurde und die Hörer heftig erschreckte.
Als die Exilregierungen nach Kriegsende ihre Tätigkeit einstellten, war seine Aufgabe dort beendet. Er wurde dann vom 22. November 1944 bis zum 31. Dezember 1953 Botschafter in Frankreich.
Im Anschluss schied er aus dem diplomatischen Dienst aus, kehrte nach Kanada zurück und war gleichzeitig Direktor der Banque de Montreal, der Credit Foncier Franco-Canadien und der Standard Life Assurance Company sowie des Kanadischen Rates für Künste.

### Generalgouverneur Kanadas
Am 1. August 1959 erfolgte seine Ernennung zum Generalgouverneur Kanadas durch Königin Elisabeth II. Dieses Amt trat er als erster französischer Kanadier am 15. September 1959 als Nachfolger von Vincent Massey an und bekleidete es bis zu seinem Tode am 5. März 1967.
Als Generalgouverneur vertrat er nicht nur die britische Monarchin als Staatsoberhaupt, sondern war auch deren Vertreter als Oberbefehlshaber. Daneben war er zuständig für die Ernennung der Vizegouverneure in den Provinzen und Territorien Kanadas. In seine Amtszeit fielen unter anderem die Ernennungen der Vizegouverneure von British Columbia (George Pearkes 1960), Manitoba (Errick Willis 1960), Saskatchewan (Robert Hanbidge 1963), Manitoba (Richard Spink Bowles 1965) sowie Alberta (Grant MacEwan 1966).
Nach seinem Tode übernahm wegen der Überschreitung der Sechs-Wochen-Frist bis zum Amtsantritt des Nachfolgers Roland Michener der Vorsitzende des Obersten Gerichtshofes, Robert Taschereau, das Amt des Generalgouverneurs kommissarisch.

## Familie
Vanier war verheiratet mit Pauline, geborene Archer. Ein Sohn war der katholische Philosoph und Theologe Jean Vanier (1928–2019).

## Nationale Würdigung
Die kanadische Bundesregierung ehrte Vanier am 18. November 1983 für sein Werk sowie Wirken und erklärte ihn zu einer „Person von nationaler historischer Bedeutung“.
Nach Vanier benannt sind unter anderem eine Straße in Montreal und die U-Bahn-Station Georges-Vanier.

## Notizen
1. ↑  LETTER WRITTEN BY GEORGES P. VANIER AFTER HIS VISIT TO THE BUCHENWALD CONCENTRATION CAMP, 27. April 1945, History of Vanier College. Genaue Beschreibung seiner Eindrücke.
2. ↑  Jeremy Kinsman: "Georges Vanier" in Legacy. How french Canadians shaped North America. Hg. André Pratte u. a. McClelland & Stewart, Toronto 2016; wieder 2019, ISBN 0771072392, S. 161–187, hier S. 161; frz. Ausgabe: Bâtisseurs d'Amérique: Des Canadiens français qui ont faite de l'histoire. La Presse, Montréal 2016, S. 275–312
3. ↑  Celine Cooper, Mac Freeman, Clayton Ma: Jean Vanier, Website thecanadianencyclopedia.ca (2. März 2008, ergänzt am 28. August 2024, abgerufen am 7. August 2025)
4. ↑  Vanier, Georges-Philias - National Historic Person. In: Directory of Federal Heritage Designations. Parks Canada/Parcs Canada, abgerufen am 11. Januar 2023 (englisch).

Monck |
Lisgar |
Dufferin |
Argyll |
Lansdowne |
Stanley |
Aberdeen |
Minto |
Grey |
Connaught |
Devonshire |
Byng |
Willingdon |
Bessborough |
Tweedsmuir |
Athlone |
Alexander |
Massey |
Vanier |
Michener |
Léger |
Schreyer |
Sauvé |
Hnatyshyn |
LeBlanc |
Clarkson |
Jean |
Johnston |
Payette |
Simon
| Personendaten    | Personendaten                                                                      |
| ---------------- | ---------------------------------------------------------------------------------- |
| NAME             | Vanier, Georges                                                                    |
| ALTERNATIVNAMEN  | Vanier, Georges Philias (vollständiger Name)                                       |
| KURZBESCHREIBUNG | kanadischer Rechtswissenschaftler, Generalmajor, Botschafter und Generalgouverneur |
| GEBURTSDATUM     | 23. April 1888                                                                     |
| GEBURTSORT       | Montreal, Québec                                                                   |
| STERBEDATUM      | 5. März 1967                                                                       |
| STERBEORT        | Ottawa, Ontario                                                                    |